# 카를로스 페나 주니어
카를로스 페나 주니어(Carlos Pena, Jr., 1989년 8월 15일 ~ )는 미국의 싱어송라이터이자 배우로, 《빅 타임 러시》에서 카를로스 가르시아(Carlos García) 역으로 잘 알려져 있다.